# Figura Madonny z Dzieciątkiem w Cieszynie
Figura Madonny z Dzieciątkiem w Cieszynie − kopia gotyckiej figury przedstawiającej Matkę Bożą z Dzieciątkiem Jezus, znajdująca się na Starym Targu w Cieszynie.

## Historia
Statua jest kopią oryginalnej rzeźby Madonna z Dzieciątkiem autorstwa Petera Parlera, znajdującej się obecnie w zbiorach Muzeum Śląska Cieszyńskiego. Oryginalna rzeźba z piaskowca jest pozbawiona korony. Kopia, umieszczona na wysokim słupie i kolumnie zakończonej kulą, została przeniesiona spod cieszyńskiego zamku.
Cieszyńska Madonna powstała ok. 1368-69 roku i została wykonana na miejscu w Cieszynie, z piaskowca pochodzącego z pobliskiego kamieniołomu (prawdopodobnie z Brennej lub z kamieniołomu "Rzeka" na Zaolziu). Ponieważ uważa się, że Piotr Parler nie opuszczał w tym czasie Pragi, historycy sztuki przyjmują, że twórcą Cieszyńskiej Madonny był należący do jego warsztatu rzeźbiarz, który wykonał niektóre z najlepszych rzeźb z katedry św. Wita, bardzo do Madonny podobne.
Figura Matki Boskiej pierwotnie znajdowała się w jednym z kościołów w Cieszynie, prawdopodobnie w Rotundzie św. Mikołaja lub w cieszyńskim kościele św. Marii Magdaleny. Oba te budynki w swojej historii wielokrotnie ulegały pożarom, których ślady widoczne są na figurze Matki Boskiej; na początku XVIII wieku figura została umieszczona na filarze przed zamkiem w Cieszynie. Kiedy Habsburgowie zbudowali swoją letnią rezydencję na Wzgórzu Zamkowym w stylu klasycystycznym, figura Matki Boskiej nie była już odpowiednia w tym miejscu, więc w 1844 roku została przeniesiona na Stary Rynek, gdzie pozostała do 2000 roku. Po konserwacji figura Matki Boskiej Cieszyńskiej została przekazana przez władze miasta do Muzeum Śląska Cieszyńskiego jako relikwia i obecnie zdobi stałą ekspozycję muzeum.

## Opis i styl rzeźby
Cieszyńska Madonna to wolnostojąca, kompletna, wykonana z piaskowca figura Najświętszej Marii Panny z Dzieciątkiem o prawie naturalnej wielkości (123 cm). Ta ludwikowska figura jest jedną z trzech tego typu rzeźb wykonanych lub zamówionych przez Muzeum Śląska Cieszyńskiego w Cieszynie, druga znajduje się w muzeum w Trzebini, a trzecia w Muzeum Narodowym w Budapeszcie. Figura Matki Boskiej Cieszyńskiej należy do typu figur maryjnych z górną częścią płaszcza zapinaną na broszkę. Matka Boska przedstawiona jest jako młoda kobieta z nagim dzieckiem na lewym ramieniu. Ubrana jest w wąską suknię z wyciętym kołnierzem i długimi bufiastymi rękawami zapinanymi w nadgarstkach na małe guziki. Szeroki płaszcz ozdobiony frędzlami opada fałdami z jej ramion, lewa strona płaszcza zakrywa dolną połowę ciała dziecka. Głowę Matki Boskiej zdobią długie włosy, zwinięte w rurkę i spływające z ramion na plecy. Korona Matki Boskiej ma kształt szerokich ust z czterema liliami na dole i czterema na górze.
Postać dziecka jest bardziej schematyczna - prawą ręką podtrzymuje szyję matki i bawi się broszką, podczas gdy jej lewa ręka spoczywa na jabłku utrzymanym przez Matkę Boską. Jabłko jest chrześcijańskim symbolem grzechu pierworodnego i jego odkupienia, a rzeźba z Cieszyna przedstawia Dziewicę Maryję jako Królową Nieba - drugą Ewę. Cieszyńska Madonna ma poważną, ale i ożywioną twarz. Jest to jedna z rzeźb wykonanych zgodnie z zasadami tak zwanego neorealizmu, który pojawił się jako reakcja na tradycję idealistycznego przedstawiania postaci dominującej w średniowieczu.

## Figura jako zabytek
Madonna z Dzieciątkiem wraz z kolumną figurują w Gminnej Ewidencji Zabytków jako "Kolumna Maryjna z Dzieciątkiem".
Oryginalna rzeźba z XIV wieku - "Cieszyńska Madonna" stanowi fragment zbiorów wystawy stałej i jest eksponowana w Muzeum Śląska Cieszyńskiego w Cieszynie. Jest ona opisywana jako najcenniejszy zabytek znajdujący się w holu ekspozycji znajdującej się na II piętrze pałacu Larischów,

## Trivia
Według dziewiętnastowiecznej legendy figurę Madonny ufundowała księżna cieszyńska - Elżbieta Lukrecja z rodu Piastów jako wyraz wdzięczności za uratowanie jej przed wielkim niebezpieczeństwem.
Przez wiele lat sądzono, że Madonna ze Starego Targu ma XIX-wieczny rodowód. i nie zwracała uwagi badaczy, nie jest więc wymieniana w przedwojennych publikacjach a także w powojennej inwentaryzacji - „Katalogu Zabytków Sztuki w Polsce”. Do roku 2000 stała na wysokim postumencie nieczynnej studni średniowiecznego placu miejskiego- Starego Targu. Zainteresowanie rzeźbą spowodował artykuł Mariusza Makowskiego zamieszczony w miejscowym tygodniku „Głos Ziemi Cieszyńskiej” nr 15 z 13 kwietnia 1990. W artykule tym przytoczono relację z uroczystości przeniesienia Madonny z miejsca przed zamkiem w Cieszynie na Stary Targ, która odbyła się w dniu 8 grudnia 1844 roku. Na stronie internetowej Śląskiej Bibliotek Cyfrowej można odszukać artykuł i jest on zatytułowany "MATKA BOSKA ZE STAREGO TARGU" i jest dostępny na 117 stronie pod linkiem; https://sbc.org.pl/dlibra/publication/edition/35580
Rzeźba była bardzo zniszczona, więc w 2000 r. miasto zdecydowało się poddać ją pracom konserwatorskim. W trakcie tych prac okazało się, że pod wieloma warstwami farby olejnej znajduje się bardzo dobrze zachowana piaskowa rzeźba gotycka powstała w praskim warsztacie Piotra Parlera. Odkrycie sprzed czterech lat było sensacyjne i figura nie wróciła już na cokół, gdzie zastąpiła ją kopia.
Figura Madonny dwa razy opuściła Cieszyn - w 2002 roku na kilka miesięcy wyjechała na wystawę do Pragi, a kolejny raz w 2006 roku na pół roku była eksponatem w Muzeum w Legnicy przy okazji wystawy "Śląsk - perła w koronie czeskiej".